# 法尔恰诺霹雳足球俱乐部
法爾恰諾霹靂足球俱樂部（義大利語：SS Folgore Falciano Calcio），又譯為「科哥里」，是一家聖馬力諾足球俱樂部，總部位於塞拉瓦萊的法爾恰諾。該俱樂部成立於1972年，目前於聖馬力諾足球錦標賽角逐。球隊的顏色是紅色、黃色和黑色。